# Елховка (Елховский район)
Елховка — село, административный центр Елховского района Самарской области России, а также сельского поселения Елховка.

## География
Елховка расположена на севере Самарской области на берегу реки Кондурча. Через село проходит автодорога Ульяновск — Самара.

## История
В 1780 году, при создании Симбирского наместничества, деревня Елховка, при речке Кондурче и при озере Елховом, вошла в состав Самарского уезда.
Во второй половине XX в. находившаяся рядом д. Низовка была присоединена к с. Елховка в один населённый пункт. ныне Низовская улица. Название её связано с расположением в низине — относительно с. Елховка и окружающих возвышенностей.
В 2005 году в Елховке была образованна местная рэп-команда F-101 (Phoenix 101), которая была номинирована на премию «Лучший трек» на фестивале «Snickers Urbania 2007».

## Население
| 1959 | 2002  | 2010  | 2021  |
| ---- | ----- | ----- | ----- |
| 2516 | ↗3166 | ↗3268 | ↗3277 |

В 1780 году — ясашных крестьян — 39, экономических крестьян — 85, пахотных солдат — 10.
Здесь родились (в Низовке):
- Старостин Дмитрий Яковлевич — Герой Советского Союза.
- Вавилова Клавдия Дмитриевна — участница Великой Отечественной войны, фельдшер.